# Valle de la Luna
Pour les articles homonymes, voir Valle de la Luna (homonymie).
Valle de la Luna (« vallée de la Lune ») est un lieu désertique dont l'apparence évoque les paysages lunaires, en l'absence de tout signe de vie. La vallée est située dans la région d'Antofagasta au Chili, à treize kilomètres à l'ouest de San Pedro de Atacama. En 1982, elle est déclarée sanctuaire naturel et fait à présent partie de la réserve nationale Los Flamencos.

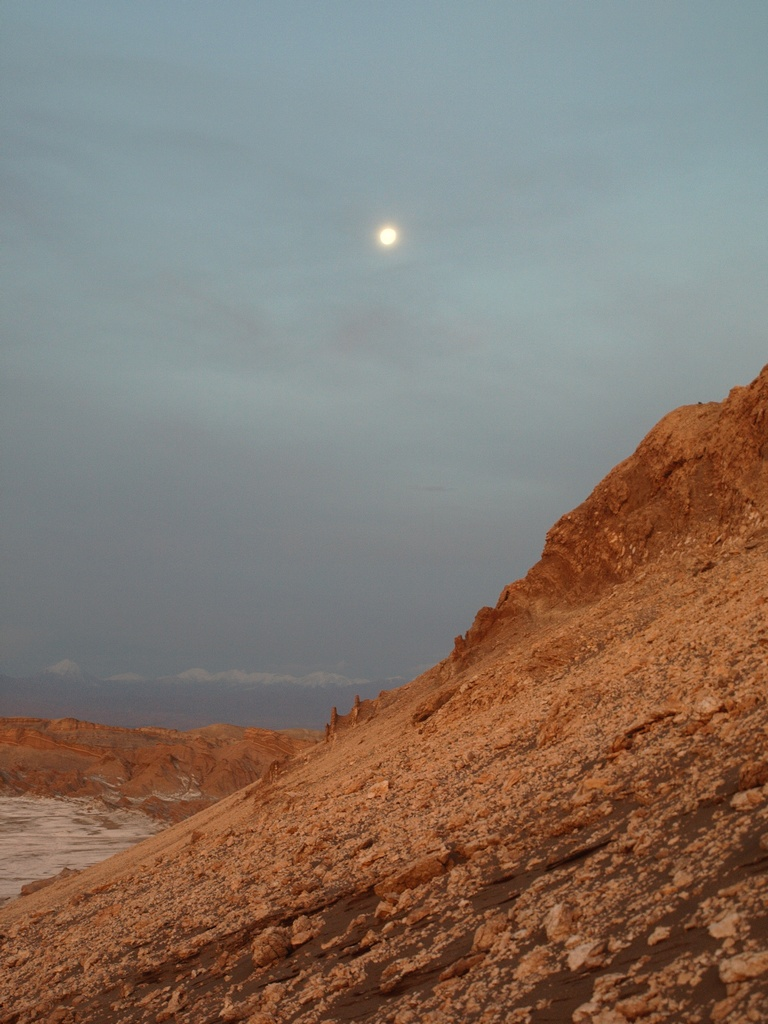
La en.

La vallée de la Lune a été modelée pendant des millénaires par l'érosion de l'eau et du vent. Le sol est formé de canyons, de crêtes pointues, de ravins et des monticules de couleurs gris et ocre qui lui donnent une apparence qui ressemble à la Lune.
La Vallée de la Lune se caractérise par l'absence d'humidité, de flore et de faune à l'exception du Liolaemus, une espèce de lézard. Son climat désertique et en altitude lui confère une grande amplitude thermique entre le jour et la nuit.

## Galerie

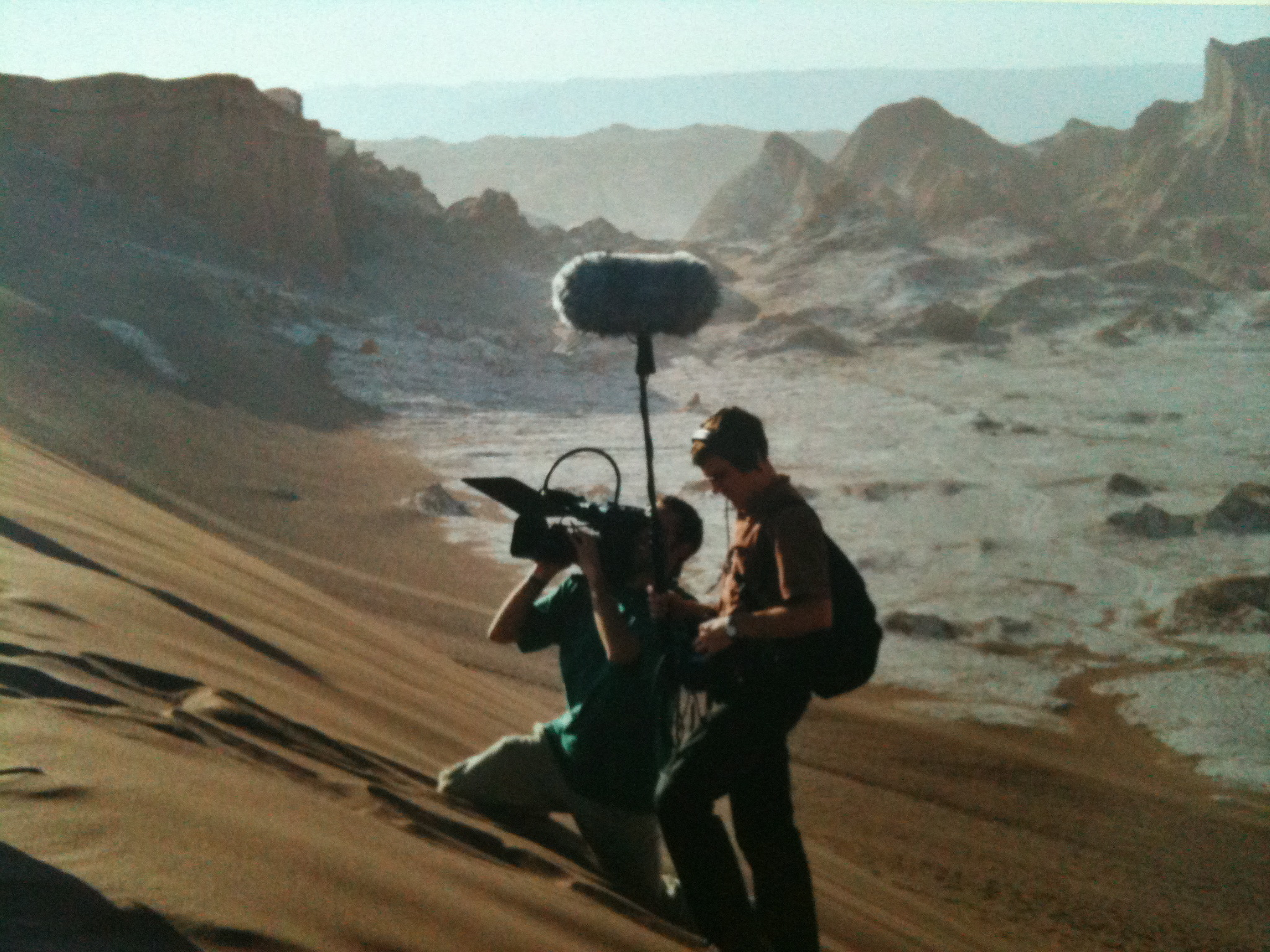
Tournage du documentaire Les Astres Errants dans la vallée de la Lune[2].
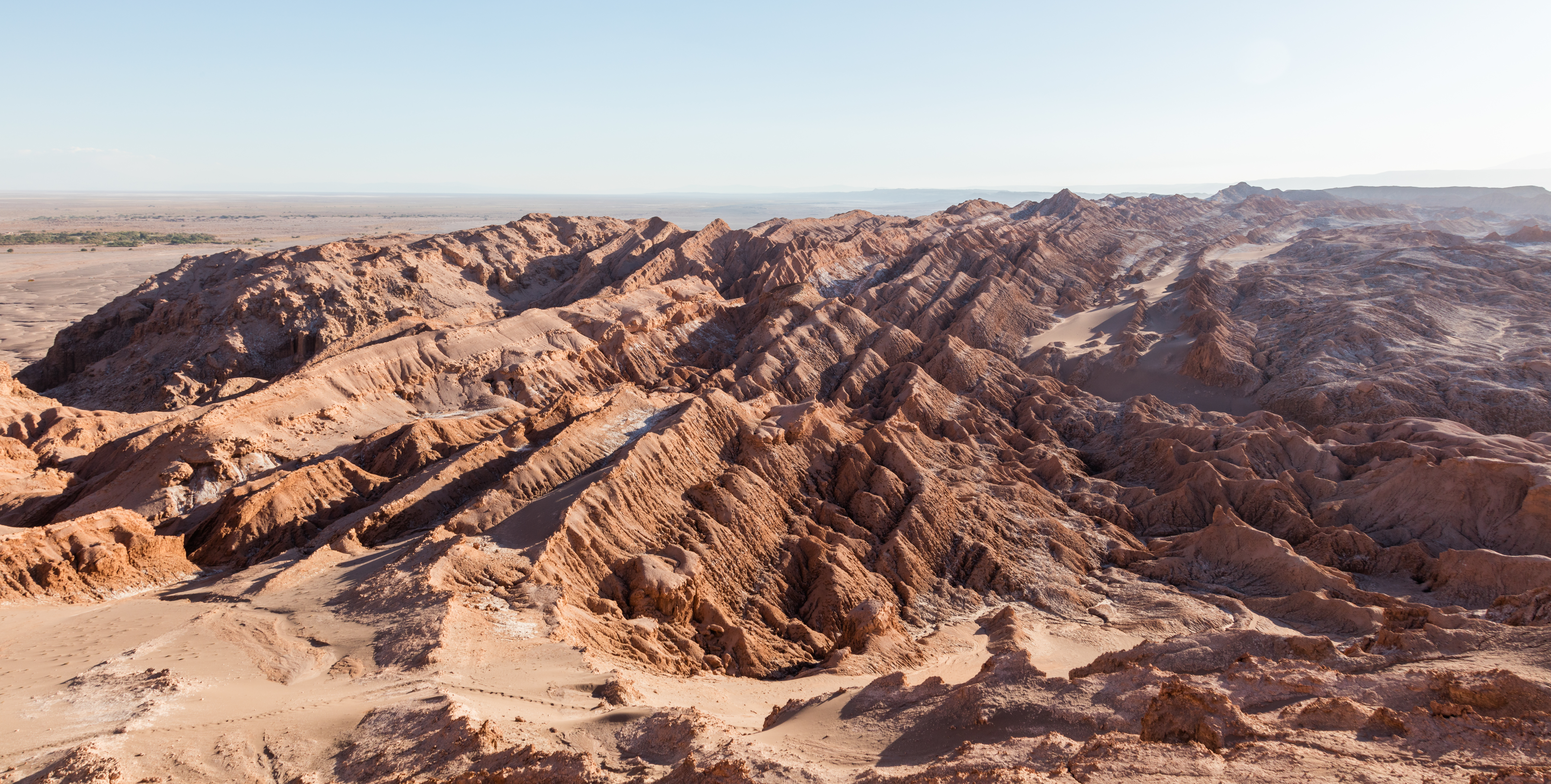
La vallée de la Lune.
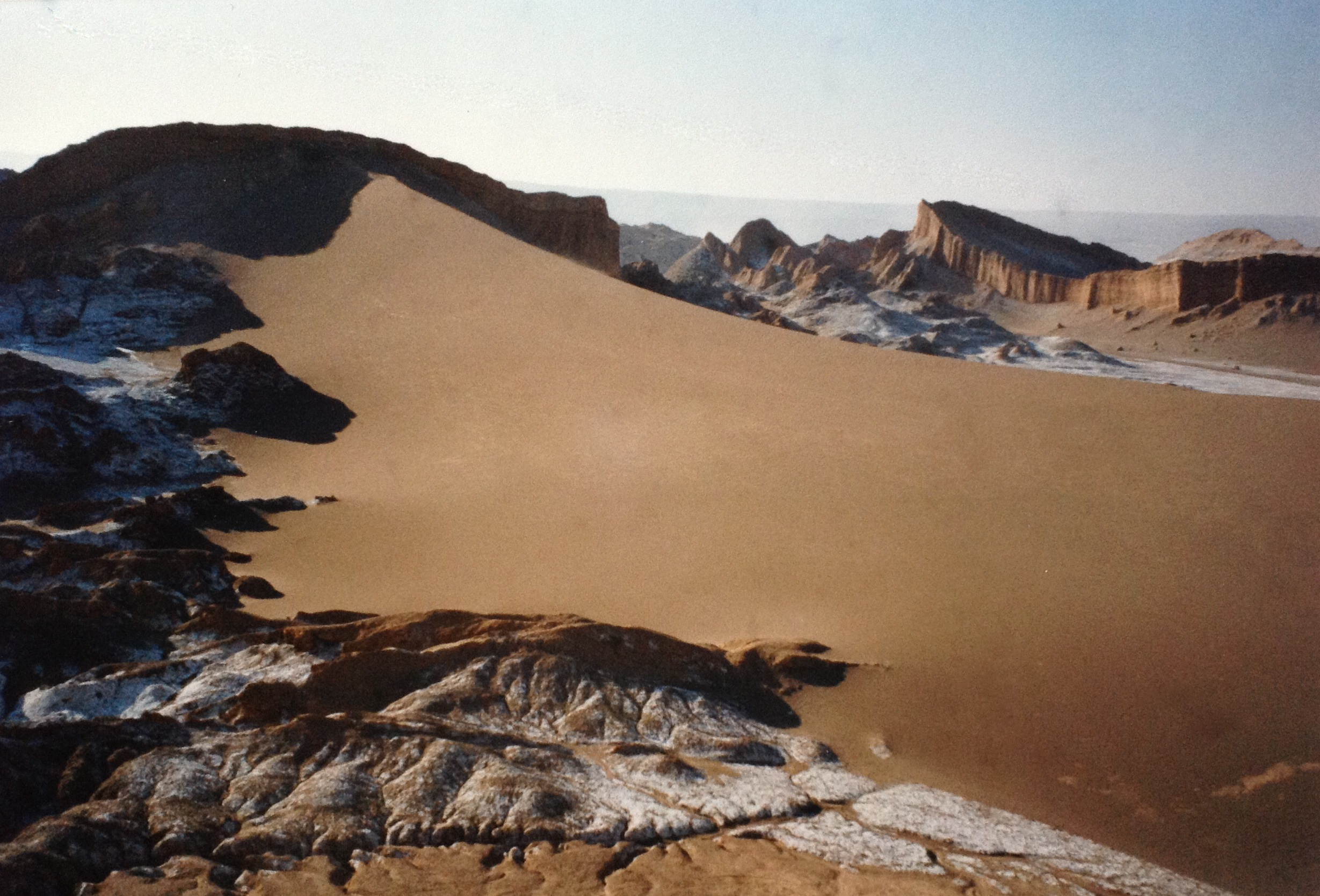
La dune principale de la vallée de la Lune.
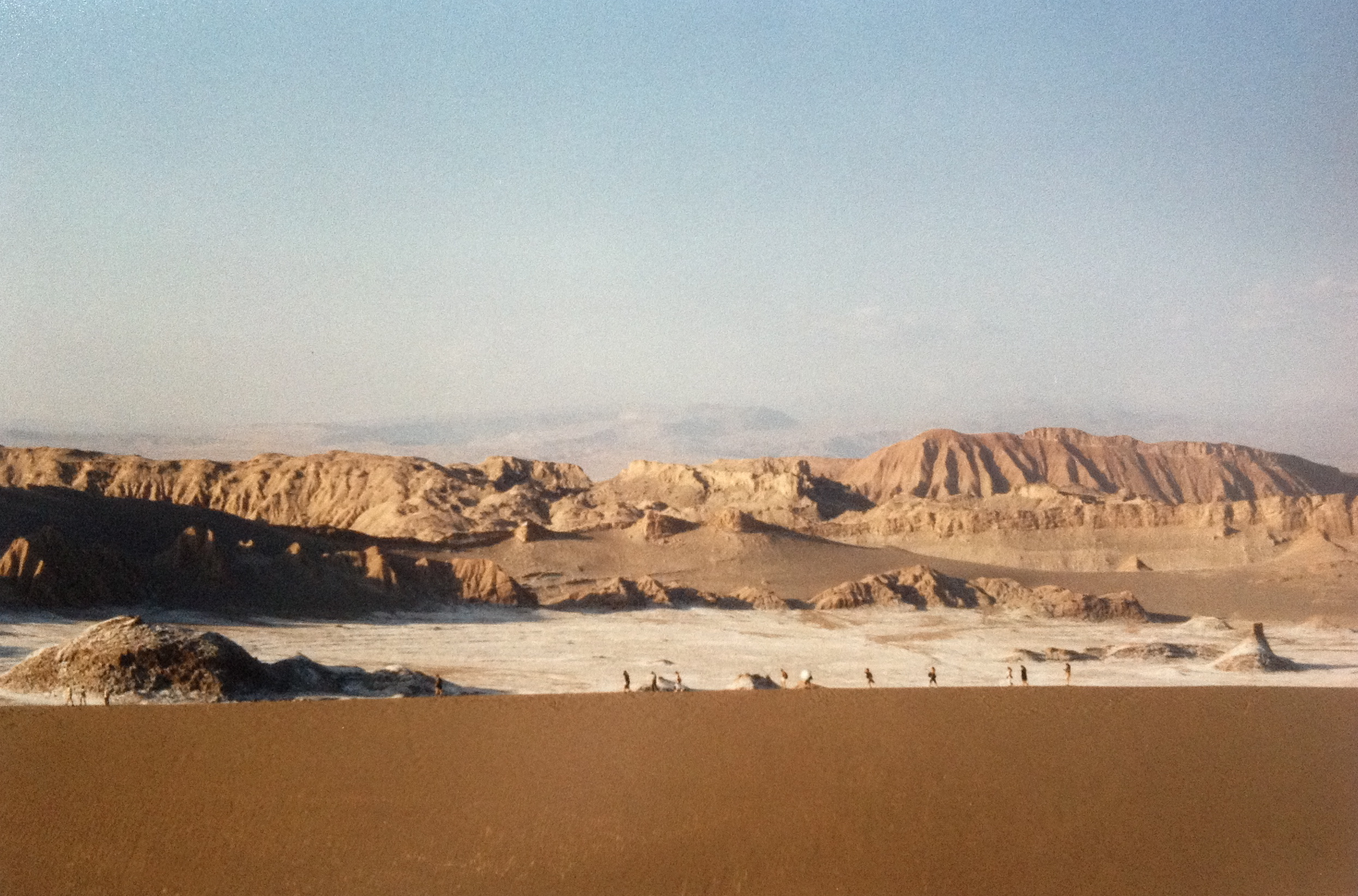
La dune principale de la vallée de la Lune.
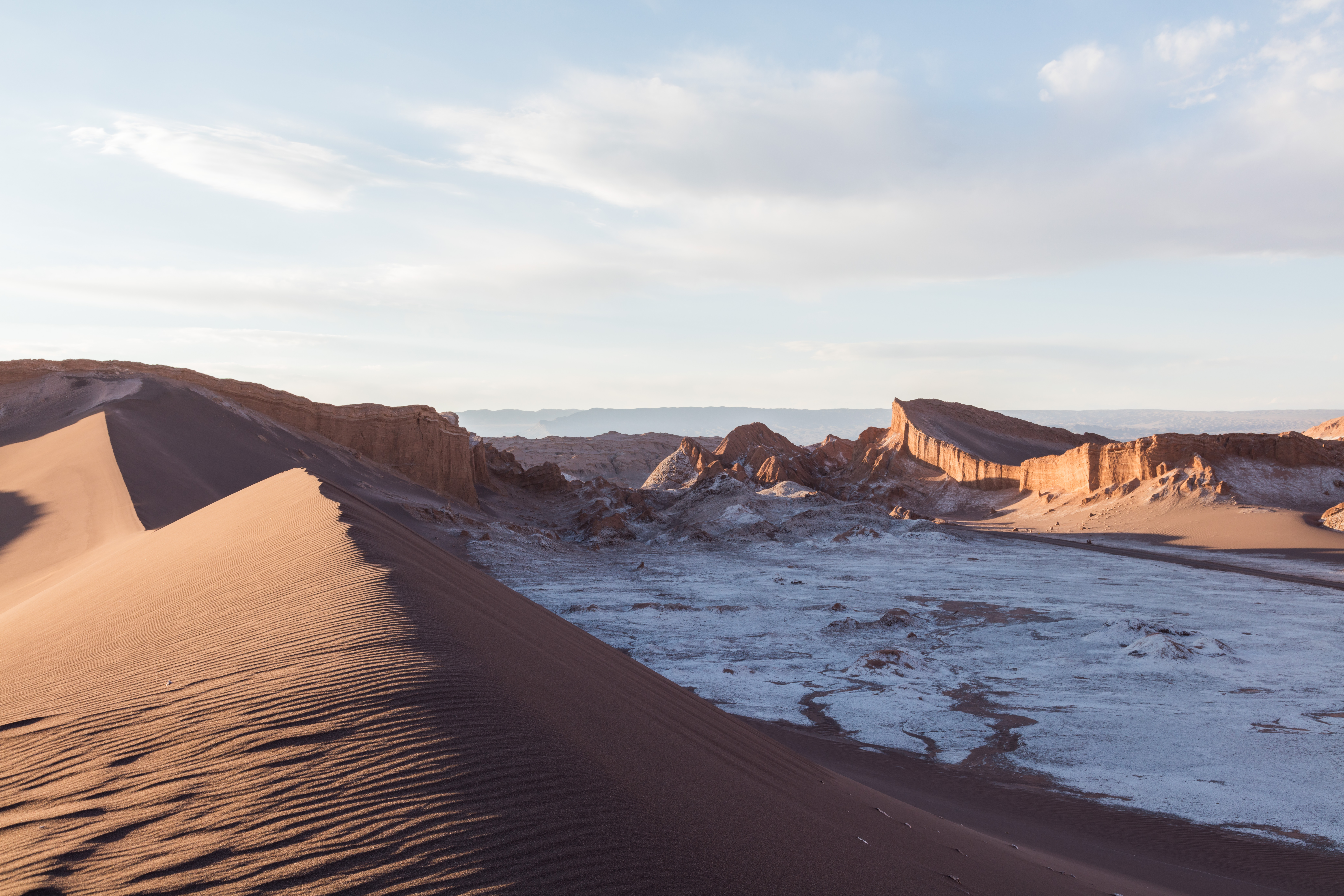
La dune principale de la vallée de la Lune.
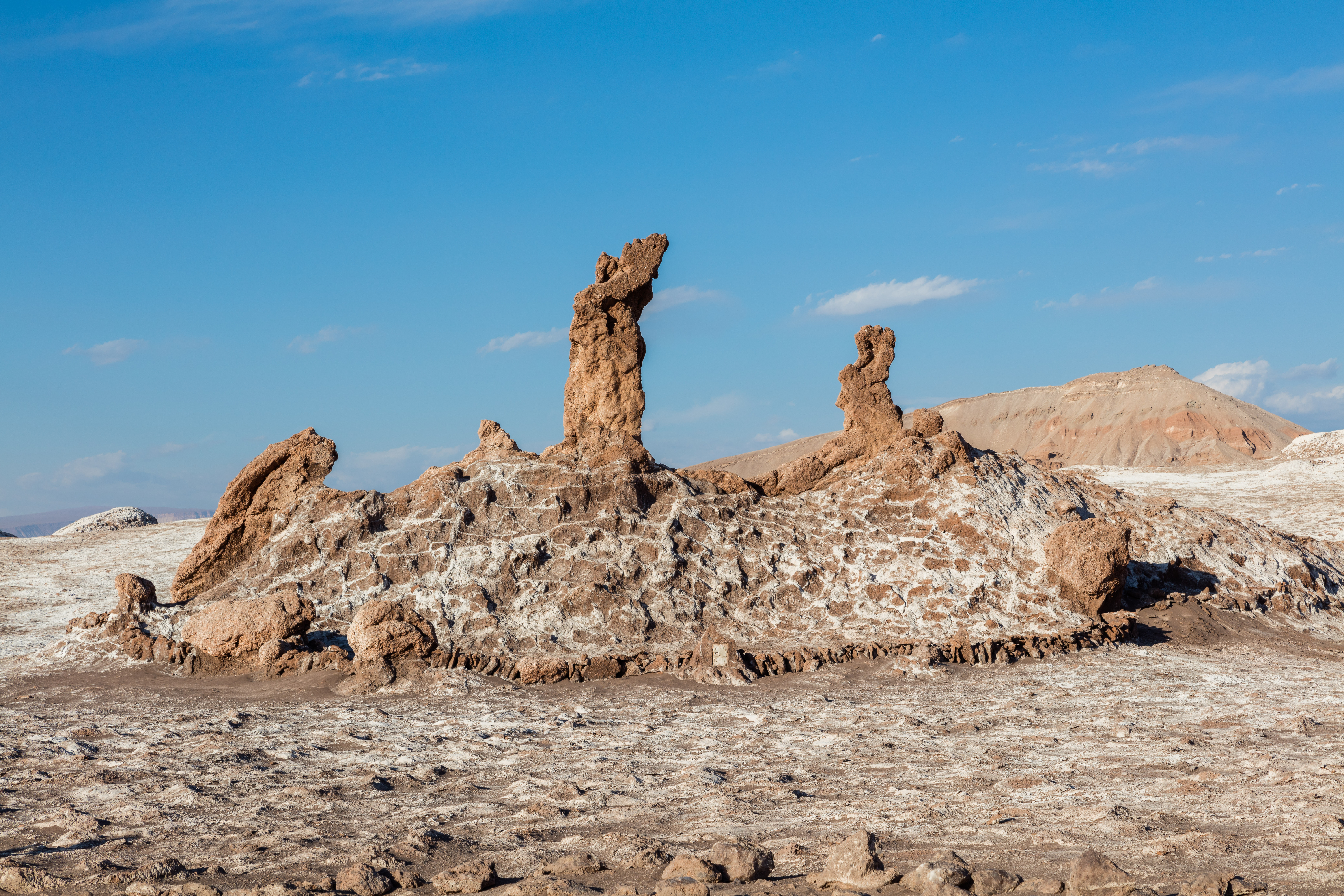
« Tres Marias ».
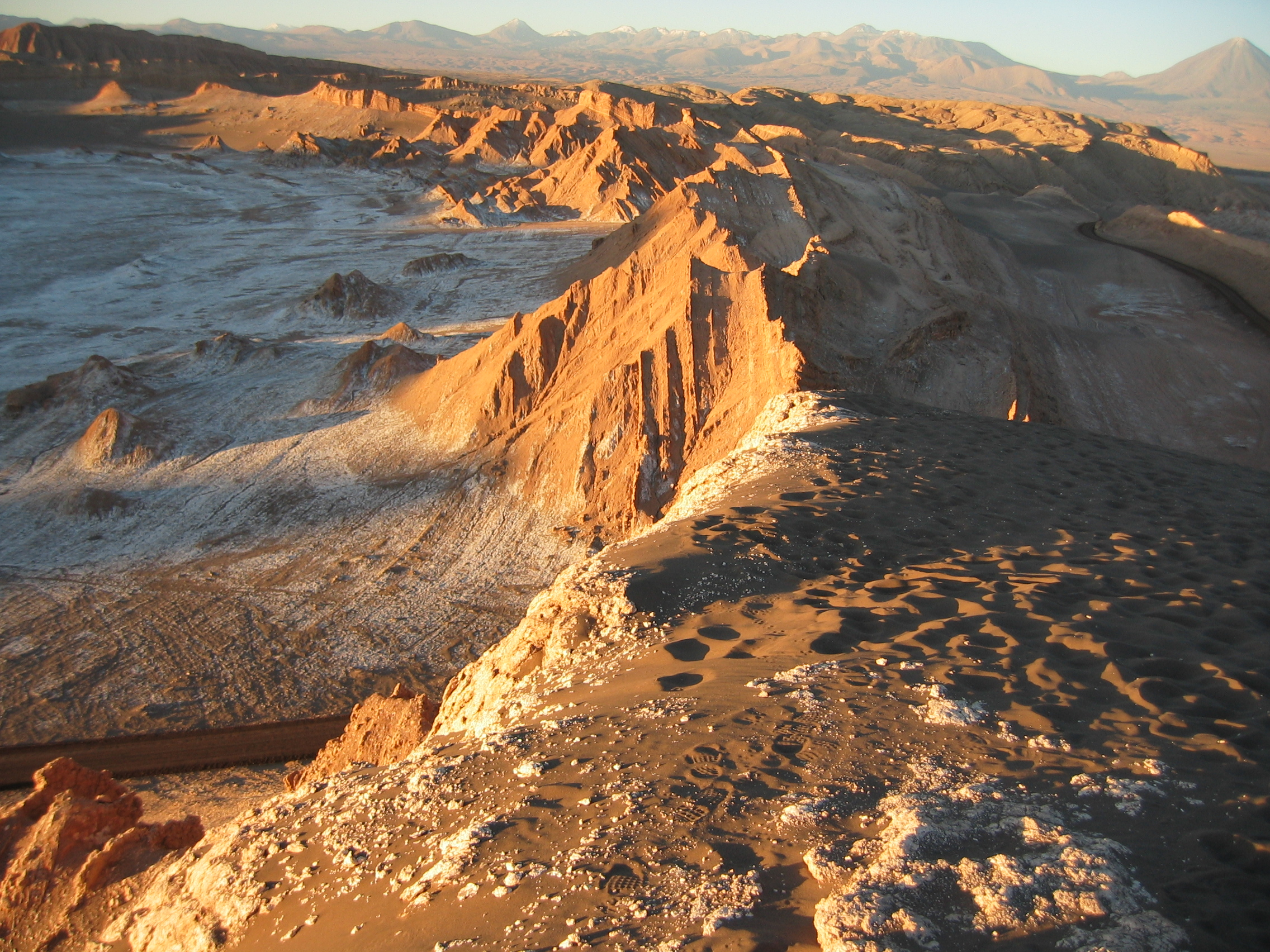
Un paysage ressemblant à un cratère de Lune
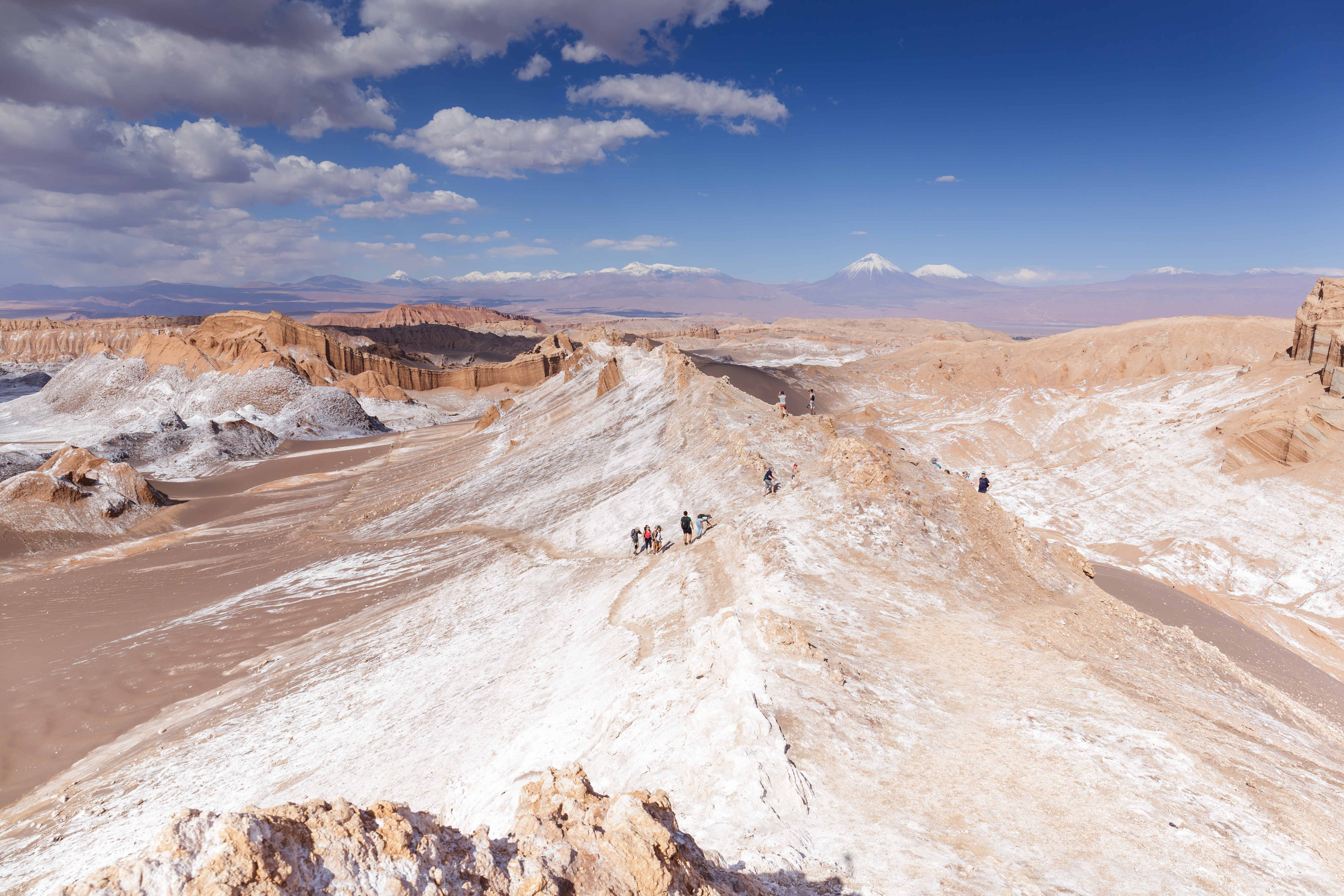
Touristes dans la vallée de la Lune.
Panoramique sur la dune.
Panoramique